# Lisková
Lisková é um município da Eslováquia, situado no distrito de Ružomberok, na região de Žilina. Tem 15,95 km² de área e sua população em 2018 foi estimada em 2.088 habitantes.

## Demografia
| Ano:        | 1994 | 2004   | 2014   | 2024   |
| ----------- | ---- | ------ | ------ | ------ |
| Broj ljudi: | 2106 | 2127   | 2117   | 1999   |
| Razlika:    |      | +0,99% | -0,47% | -5,57% |

| Ano:               | 2023 | 2024   |
| ------------------ | ---- | ------ |
| Número de pessoas: | 2010 | 1999   |
| Diferença:         |      | -0,54% |